# Шершень Андрій Олексійович
Андрі́й Олексі́йович Ше́ршень (нар. 22 серпня 1981, с. Стара Жадова, Сторожинецький район, Чернівецька область, Українська РСР — пом. 29 липня 2014, с. Латишеве, Шахтарський район, Донецька область, Україна) — український військовослужбовець, спецпризначенець, старшина Збройних сил України.

## Життєпис
Народився на Буковині в селі Стара Жадова Сторожинецького району. 1985 року родина переїхала на Херсонщину, до села Хлібодарівка Чаплинського району. 1999 року закінчив Хлібодарівську загальноосвітню школу. Продовжив навчання у Кіровоградському державному педагогічному університеті імені Володимира Винниченка, на фізико-математичному факультеті, але згодом обрав для себе професію військовика.
Військову службу розпочав у смт Первомайське АР Крим, у полку спеціального призначення, який 2003 року передислокували в м. Кропивницький (на той час Кіровоград).
Брав участь у миротворчих операціях в Іраку та Кувейті (2003—2004 роки) і знову в Іраку (2005 рік). Брав участь у міжнародних військово-спортивних змаганнях підрозділів спеціального призначення. Спортсмен, інструктор зі снайпінгу, займався альпінізмом. Учасник парашутної команди полку, здійснив понад 200 стрибків на різних видах парашутів з різних типів військово-транспортної авіації. Зробив вагомий внесок у розвиток та покращення бойової підготовки особового складу.
Заступник командира групи спеціального призначення 1-го загону спецпризначення 3-го окремого полку спецпризначення, в/ч А0680.
З початком російської збройної агресії проти України брав участь в антитерористичній операції на Сході України. Разом з волонтерами власноруч почав розробляти нову гвинтівку для снайперів.

### Обставини загибелі
28 липня 2014 розвідгрупа з 19 військовослужбовців 3-го полку під загальним командуванням підполковника Сергія Лисенка виїхала в район міста Сніжне на спецзавдання з евакуації пілотів збитого літака Су-25. Вони успішно провели операцію з порятунку одного пілота збитого штурмовика і заночували на території закинутої ферми поблизу села Латишеве. Власник ферми 61-річний Микола Бутрименко зустрів військових і запросив їх переночувати в ангарі, а сам виїхав до Сніжного і доніс про це терористам, які приїхали на бронетехніці і оточили ферму 29 липня. В нерівному бою під час прориву загинули 10 спецпризначенців: підполковник Сергій Лисенко, капітан Кирило Андреєнко, капітан Тарас Карпа (вважався зниклим безвісти), старшина Андрій Шершень, старшина Олексій Глобенко, сержант Анатолій Бузуляк, старші солдати Сергій Гришин (вважався зниклим безвісти), Лев Панков, Ярослав Шимчик та Роман Рикалов (вважався зниклим безвісти). Четверо бійців, які перебували в секретах, самостійно дістались до розташування своїх військ. П'ятеро поранених потрапили у полон, згодом їх звільнили за обміном.
6 серпня з Андрієм Шершнем та трьома його побратимами Андрієнком, Бузуляком і Шимчиком прощались у Кропивницькому. Похований на Рівнянському кладовищі на Алеї Слави.
Залишились батьки на Херсонщині, дружина Антоніна та син Данило 2011 року народження.
27 червня 2016 затримано зрадника Бутрименка, який навів російських терористів на місце розташування українського підрозділу.

## Нагороди та відзнаки
- За особисту мужність і героїзм, виявлені у захисті державного суверенітету та територіальної цілісності України, вірність військовій присязі, відзначений — нагороджений орденом «За мужність» III ступеня (14.11.2014, посмертно)[3].
- Рішенням виконкому Кіровоградської міської ради № 399 від 26.08.2014 нагороджений відзнакою «За заслуги» ІІ ступеня (посмертно).

## Вшанування пам'яті
- 28 листопада 2014-го у селі Хлібодарівка на фасаді Хлібодарівської ЗОШ урочисто відкрито меморіальну дошку увічнення пам'яті випускника школи Андрія Шершня[4].
- У травні 2021 року рішенням виконавчого комітету селищної ради вулицю Івана Кудрі у селі Хлібодарівка перейменовано на честь Андрія Шершня.
- Волонтери присвятили Андрію Шершню проєкт з модернізації снайперської гвинтівки «Рекорд» калібру 7,62 мм. Перші 6 гвинтівок «Шершень» передані 3-му полку спецпризначення[5][6].